# Werkplaats van Berg en Bosch
De Werkplaats van sanatorium Berg en Bosch is een rijksmonument aan de Professor Bronkhorstlaan 10 in Bilthoven in de Nederlandse provincie Utrecht.
De werkplaats van Berg en Bosch staat ten noordoosten van het Economiegebouw. Het was onderdeel van een carrévormig complex dat bestond uit zes paviljoens.
Het pand bestaat uit één bouwlaag en heeft een met Hollandse pannen gedekt zadeldak. De voorgevel is asymmetrisch ingedeeld, de gevel springt op de rechterhoek naar voren. Ook de achtergevel springt op een aantal plaatsen naar voren. Onder het overstekende dakschild bevond zich vroeger een houten constructie met afzuigsysteem en reservoir. Hier werd het stof van de houtbewerking in de werkruimte opgevangen en afgezogen. 